# Beat Saber
Beat Saber é um jogo eletrônico de ritmo de realidade virtual desenvolvido e publicado pela Beat Games. O jogo se passa em um ambiente surrealista de neon noir e apresenta blocos que representam batidas musicais com um par de sabres coloridos contrastantes. Após um lançamento de acesso antecipado em novembro de 2018, o jogo foi totalmente lançado para PlayStation 4 e Microsoft Windows em 21 de maio de 2019. O jogo suporta a maioria dos fones de ouvido de realidade virtual, como PlayStation VR, HTC Vive, Oculus Rift e Oculus Quest.

## Lançamento
O jogo foi lançado pela primeira vez em acesso antecipado para Microsoft Windows em 1 de maio de 2018. O jogo foi lançado para PlayStation 4 em 20 de novembro de 2018. Um modo de edição foi anunciado para lançamento em maio de 2018, o que permitiria a criação de músicas de usuário personalizadas, mas foi adiado e adicionado posteriormente em maio de 2019.
Em março de 2019, a Beat Games lançou seu primeiro pacote de canções pagas, com 10 canções da gravadora de música eletrônica Monstercat. A canção "Crab Rave" foi adicionada como uma atualização gratuita de Dia da Mentira daquele ano. Em 2 de maio de 2019, para comemorar o primeiro aniversário do jogo, uma versão em protótipo criada três anos antes foi lançada ao público como Beat Saber Origins. O jogo foi totalmente lançado fora do acesso antecipado para PC em 21 de maio de 2019. Em 29 de janeiro de 2020, o jogo recebeu um pacote gratuito com três canções do artista japonês Camellia.
Em 26 de novembro de 2019, o Facebook, Inc. via Oculus Studios anunciou que havia adquirido a Beat Games. A empresa afirmou que a compra não afetaria o desenvolvimento futuro de Beat Saber em plataformas de realidade virtual de terceiros, além da Oculus. A Beat Games continua operando em Praga como um estúdio independente, embora sob o guarda-chuva da Oculus Studios. O estúdio confirmou que o modo de 360 graus do jogo manteria seu prazo de lançamento esperado para dezembro de 2019.

## Music Packs (Pacotes de músicas)
Desde seu lançamento, a empresa vem fazendo collabs (parcerias) com artistas de todos os gêneros, do POP americano, rock, eletrônica, etc.
Cada pacote vem com um conjunto de cores para os sabres que você usa, e as luzes que ficam no mapa escolhido, e um ambiente onde toca a música e consequentemente se joga. Você mesmo pode criar seus conjuntos de cores com o círculo cromático, podendo criar até 4 conjuntos (você pode jogar com qualquer conjunto de cores e mapas diferente (apesar de alguns mapas mais novos não funcionarem muito bem com músicas antigas))
| Preço por pacote no Brasil | Preço por música no Brasil | Ref.   |
| -------------------------- | -------------------------- | ------ |
| Entre R$ 37,50 e R$ 79,90  | R$ 10,90                   | [ 11 ] |

## Recepção
Durante sua fase de acesso antecipado, Beat Saber recebeu críticas positivas, tornando-se o jogo com a melhor classificação na Steam menos de uma semana após seu lançamento inicial. O jogo vendeu mais de um milhão de cópias até março de 2019.
A Edge achou que o jogo era um excelente meio de ajuste para o VR, escrevendo: "Neste ponto do desenvolvimento da realidade virtual, ainda é raro encontrar um jogo que pareça nativo da tecnologia. Beat Saber é uma exceção." A IGN observou que, embora o jogo "não ultrapasse os limites [da tecnologia do VR]", ainda sim é "extremamente eficaz" em comunicar o apelo do VR, e considerou-o como "uma opção para apresentar a realidade virtual a alguém." A GameSpot observou que, no lançamento, a biblioteca de canções suportada era "pequena", mas, no entanto, concluiu que "Beat Saber é uma corrida emocionante e um jogo exaustivo para jogar da melhor maneira possível".

### Prêmios e indicações
| Ano  | Prêmio                        | Categoria                                                          | Resultado | Ref.          |
| ---- | ----------------------------- | ------------------------------------------------------------------ | --------- | ------------- |
| 2018 | The Game Awards 2018          | Melhor Jogo de VR/AR                                               | Indicado  | [ 16 ]        |
| 2018 | Gamers' Choice Awards         | Jogo de VR Favorito dos Fãs                                        | Venceu    | [ 17 ]        |
| 2019 | New York Game Awards          | Coney Island Dreamland Award para Melhor Jogo de Realidade Virtual | Indicado  | [ 18 ]        |
| 2019 | D.I.C.E. Awards               | Excelência em Realidade Imersiva                                   | Indicado  | [ 19 ] [ 20 ] |
| 2019 | D.I.C.E. Awards               | Jogo de Realidade Imersiva do Ano                                  | Venceu    | [ 19 ] [ 20 ] |
| 2019 | NAVGTR Awards                 | Melhor Música Performada                                           | Venceu    | [ 21 ]        |
| 2019 | NAVGTR Awards                 | Mixagem de Som em Realidade Virtual                                | Venceu    | [ 21 ]        |
| 2019 | SXSW Gaming Awards            | Excelência em Gameplay                                             | Indicado  | [ 22 ] [ 23 ] |
| 2019 | SXSW Gaming Awards            | Nova Propriedade Intelectual Mais Promissora                       | Venceu    | [ 22 ] [ 23 ] |
| 2019 | SXSW Gaming Awards            | Jogo Viral do Ano                                                  | Indicado  | [ 22 ] [ 23 ] |
| 2019 | SXSW Gaming Awards            | Jogo de VR de Ano                                                  | Venceu    | [ 22 ] [ 23 ] |
| 2019 | Game Developers Choice Awards | Melhor Jogo de VR/AR                                               | Venceu    | [ 24 ] [ 25 ] |
| 2019 | Game Developers Choice Awards | Prêmio de Audiência                                                | Venceu    | [ 24 ] [ 25 ] |
| 2019 | British Academy Games Awards  | Jogo Estreante                                                     | Indicado  | [ 26 ]        |
| 2019 | Czech Game of the Year Awards | Prêmio do Desenvolvedor - Prêmio Principal                         | Venceu    | [ 27 ]        |
| 2019 | Czech Game of the Year Awards | Prêmio dos Jornalistas de Jogos                                    | Venceu    | [ 27 ]        |
| 2019 | Czech Game of the Year Awards | Prêmio de Youtube                                                  | Indicado  | [ 27 ]        |
| 2019 | Czech Game of the Year Awards | Execução Audiovisual                                               | Indicado  | [ 27 ]        |
| 2019 | Czech Game of the Year Awards | Melhor Design de Jogo                                              | Indicado  | [ 27 ]        |
| 2019 | Czech Game of the Year Awards | Melhor Solução Tecnológica                                         | Indicado  | [ 27 ]        |
| 2019 | Golden Joystick Awards        | Melhor Jogo de VR/AR                                               | Venceu    | [ 28 ] [ 29 ] |
| 2019 | The Game Awards 2019          | Melhor Jogo de VR/AR                                               | Venceu    | [ 30 ] [ 31 ] |